# مارغريت جين كاربينتير
مارغريت جين كاربينتير (بالفرنسية: Marguerite Jeanne Carpentier)‏ هي رسامة فرنسية، ولدت في 8 سبتمبر 1886 في الدائرة العاشرة في باريس في فرنسا، وتوفيت في 1 نوفمبر 1965 في الدائرة الرابعة عشرة في باريس في فرنسا.

## وصلات خارجية
- مارغريت جين كاربينتير على موقع أوليمبيديا (الإنجليزية)